# 프리타타

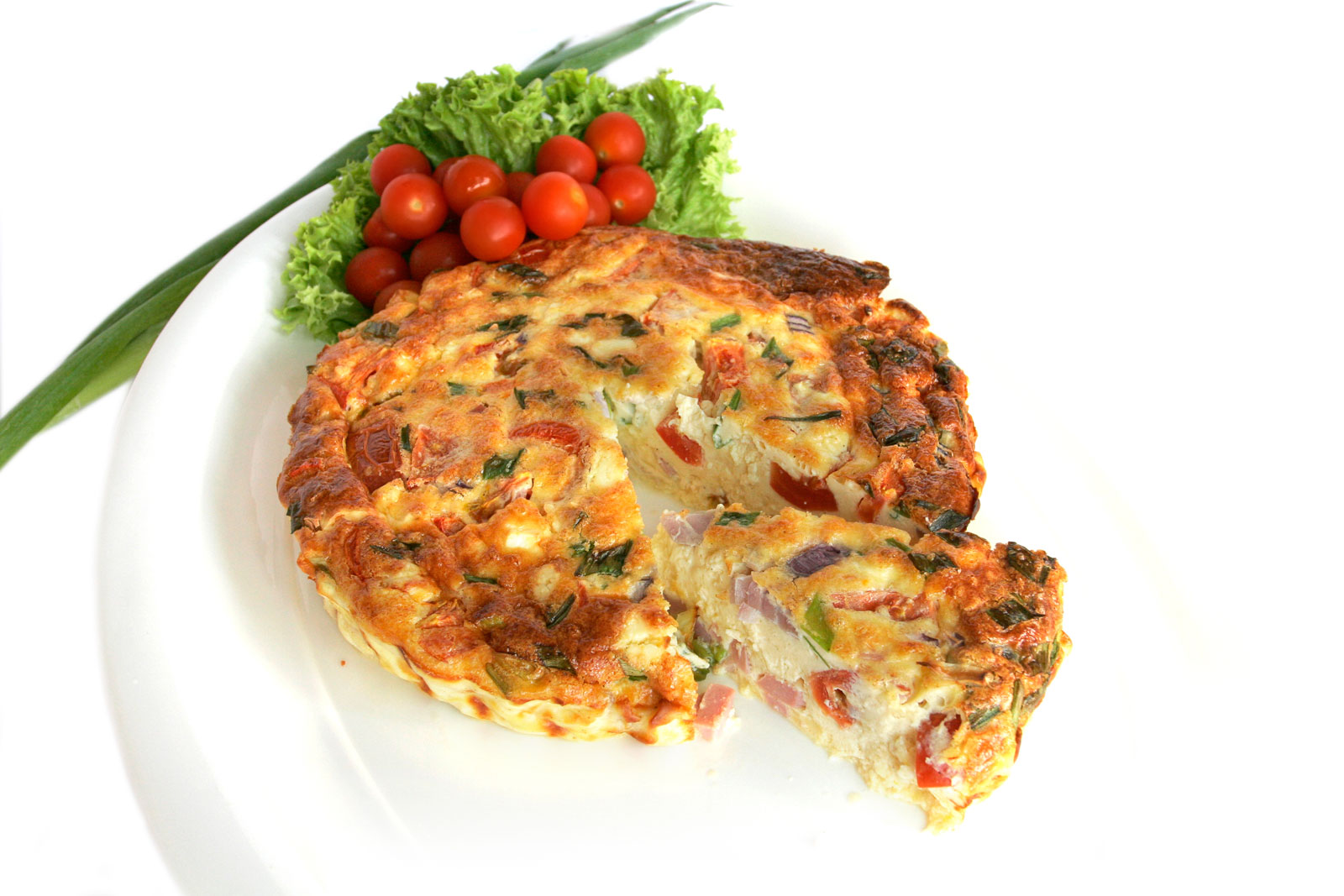
프리타타

프리타타(Frittata)는 오믈렛과 비슷한 이탈리아 요리이다. 속 재료로 잘게 썬 채소나 고기, 치즈, 파스타 등이 들어간다.

## 같이 보기
- 토르티야